# Brian Presley
Brian Joshua Presley, lepiej znany jako Brian Presley (ur. 18 sierpnia 1977 r. w Midland, w stanie Teksas) – amerykański aktor i producent telewizyjny i filmowy.

## Wybrana filmografia

### Filmy fabularne
- 2004: Guarding Eddy jako Eddy
- 2006: Decydująca gra (End Game) jako Billy Bergoon
- 2006: Odwaga i nadzieja (Home of the Brave) jako Tommy Yates
- 2007: Borderland jako Ed
- 2009: Streets of Blood (Ulice we krwi) jako detektyw Barney Balentine
- 2009: Once Fallen jako Chance
- 2012: Gra życia (Touchback) jako Scott Murphy

### Seriale TV
- 1998: Beverly Hills, 90210 jako Biddler
- 1998: Lada dzień (Any Day Now) jako Przyjaciel Teresy
- 1998: Zwariowana rodzinka (Moesha) - różne role
- 1999: Siódme niebo (7th Heaven) jako Mark Tripp
- 1999: Malibu (Kalifornia) (Malibu, California) jako Bill
- 2000-2003: Szpital miejski (General Hospital) jako Jack Ramsey
- 2003: Port Charles jako Jack Ramsey